# Filip Kiss
Filip Kiss (* 13. Oktober 1990 in Dunajská Streda) ist ein slowakischer Fußballspieler. 

## Vereinskarriere
Kiss spielte schon mit 17 Jahren für den slowakischen Zweitligisten Inter Bratislava. Dann folgte eine Spielzeit mit dem FC Petržalka 1898, der 2010 in die zweite Liga abgestiegen ist. Im Sommer 2010 wechselte Kiss zum ŠK Slovan Bratislava, wo er Stammspieler wurde und mit dem Kiss slowakischer Meister wurde und auch den nationalen Pokalwettbewerb gewann. Er ist im Juli 2011 für ein Jahr als Leihe zum walisischen Verein Cardiff City gegangen.

## Nationalmannschaft
Kiss spielte in der slowakischen U-19, seit Mai 2011 ist er Kapitän der slowakischen U-21.

## Privates
Seit 2011 ist Kiss mit der slowakischen Fußballnationalspielerin Veronika Klechová liiert.